# Blu (Fabio Concato)
Blu è un album del cantautore italiano Fabio Concato, pubblicato dall'etichetta discografica Mercury nel 1996.
L'interprete ha prodotto l'album e ne ha curato gli arrangiamenti insieme a Flavio Premoli, che ha anche contribuito alla composizione del brano Bell'Italia.
Dal disco viene tratto il singolo Un puntino.

## Tracce
1. Un puntino
2. O bella bionda
3. Ciao amore
4. Bell'Italia
5. Angiolina
6. Un fiore e una stella
7. Solo
8. Invece ciccia
9. Solo una carezza
10. E a quanti amori

## Formazione
- Fabio Concato – voce
- Phil Palmer – chitarra acustica, chitarra classica, chitarra elettrica
- Maurizio Dei Lazzaretti – batteria
- Flavio Premoli – tastiera, clavicembalo, pianoforte, fisarmonica, organo Hammond
- Naco – percussioni
- Massimo Moriconi – basso, contrabbasso
- Franco Parravicini – chitarra elettrica
- Roberto Vernetti – programmazione
- Roberto Testa – batteria
- Marco Pellegrini – chitarra
- Riccardo Fioravanti – basso, contrabbasso
- Demo Morselli – tromba
- Ambrogio Frigerio – trombone
- Daniele Comoglio – sax
- Lalla Francia, Paola Folli, Moreno Ferrara, Silvio Pozzoli – cori